# Cymodusopsis albiscapa
Cymodusopsis albiscapa är en stekelart som beskrevs av Sanborne 1986. Cymodusopsis albiscapa ingår i släktet Cymodusopsis och familjen brokparasitsteklar. Inga underarter finns listade i Catalogue of Life.